# Рошфор (Белгия)
Вижте пояснителната страница за други значения на Рошфор.
Рошфор (на френски: Rochefort) е град в Южна Белгия, окръг Динан на провинция Намюр. Населението му е около 12 000 души (2006).